# Ursula Langrock
Ursula Langrock (* 30. Januar 1926 in Leipzig; † 13. Juli 2000 in Hamburg) war eine deutsche Schauspielerin und Hörspielsprecherin.

## Leben

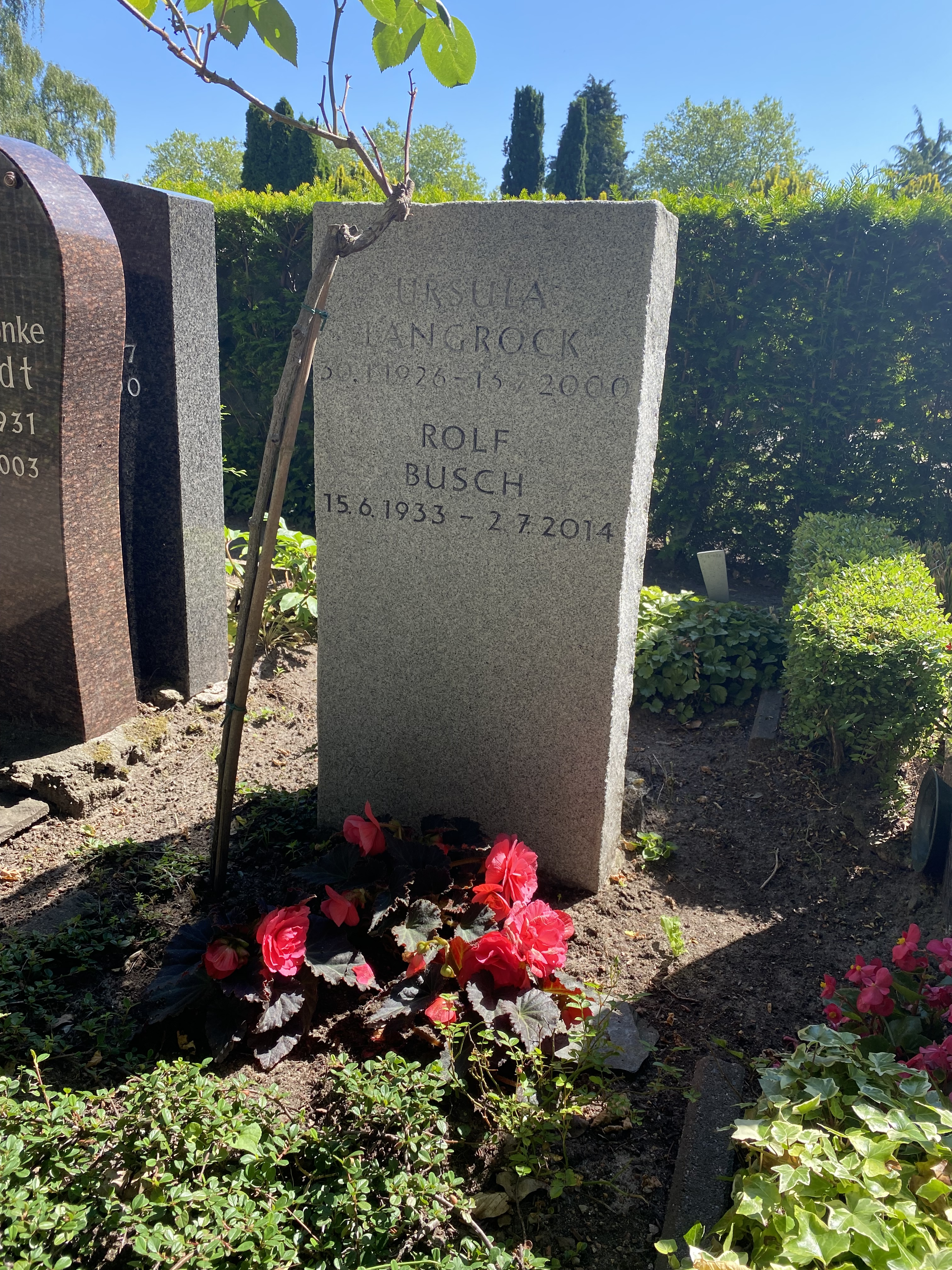
Grabstätte

Nach der Geburt in Leipzig als Tochter eines Kaufmanns wuchs sie in Frankfurt am Main auf. Ihr Schauspielstudium absolvierte sie in Dresden, wo sie während des Krieges bei Erich Ponto ihre Prüfung ablegte. 1945 kam sie über die Tschechoslowakei zurück nach Frankfurt am Main. Dort erhielt sie 1946 bis 1948 eine Schauspielausbildung bei Ellen Daub und Max Noack. Bis 1949 hatte sie Engagements an verschiedenen Frankfurter Bühnen. Bereits 1946 wurde sie von dem amerikanischen Kontrolloffizier David Berger für den Rundfunk entdeckt und sprach im selben Jahr ihre erste Hörspielrolle in Ein Glas Wasser. Ab 1955 war sie festes Mitglied des Künstlerischen Ensembles des Südwestfunks in Baden-Baden.
Ihre Stimme war in zahlreichen Hörspielen, Features, Literatur- und Unterhaltungssendungen zu hören. Zu ihren bekanntesten Hörspielen gehört der Mehrteiler Paul Temple und der Fall Madison von Francis Durbridge aus dem Jahre 1955. Hier spielte sie unter der Regie von Eduard Hermann die weibliche Hauptrolle, Steve Temple. Ihre Partner waren u. a. René Deltgen (Paul Temple), Peter René Körner (Hubert Greene), Kurt Lieck (Sir Graham Forbes), Herbert Hennies (Diener Charlie), Lilly Towska (Stella Portland) und Heinz Schimmelpfennig (George Kelly). Ab 1974 war sie auch selbst als Hörspielregisseurin tätig.
Gelegentlich sah man sie auch im Fernsehen, wie 1959 in der Dürrenmatt-Verfilmung Der Besuch der alten Dame, 1961 mit Erwin Linder in Carl Zuckmayers Komödie Der fröhliche Weinberg, 1965 neben Hans Söhnker und Jane Tilden in einer Folge der Fernsehserie Der Forellenhof von Heinz Oskar Wuttig, 1966 in einer Folge der Serie Sie schreiben mit neben Günther Schramm oder 1986 unter Regisseur Rolf Busch in Der Antrag.
Ursula Langrock war seit 1969 in zweiter Ehe mit Fernsehregisseur Rolf Busch verheiratet. Die Dramaturgin, Regisseurin und Moderatorin Stefanie Hoster ist ihre Tochter. Auf dem Friedhof Bernadottestraße im Hamburger Stadtteil Ottensen fand Ursula Langrock ihre letzte Ruhestätte.

## Hörspiele (Auswahl)
- 1955: Gottfried Benn: Die Stimme hinter dem Vorhang – Regie: Gert Westphal (Hörspiel – SWF)
- 1956: Francis Durbridge: Paul Temple und der Fall Madison – Regie: Eduard Hermann (Original-Hörspiel, Kriminalhörspiel – WDR)
- 1958: James Krüss: Arthur der Träumer (mit Friedrich von Bülow) – Regie: Benno Schurr
- 1959: Georges Simenon: Maigret und der gelbe Hund Bearbeitung und Regie: Gert Westphal
- 1960: Georges Simenon: Maigret und die Bohnenstange – Regie: Gert Westphal
- 1962: Hans-Christian Andersen: Die Schneekönigin – Regie: Cläre Schimmel
- 1962: Arthur Conan Doyle: Der blaue Karfunkel oder: Die Weihnachtsgans – Regie: Peter Hamel
- 1966: Fred Hoyle: Die schwarze Wolke (Ivette Hedelfort) – Regie: Otto Düben (Hörspielbearbeitung, Science-Fiction-Hörspiel – WDR)
- 1968: Patrick Hampton: Die Maske des Mörders – Regie: Heinz Schimmelpfennig
- 1969: Anne Dorn: Lauter Luder – Regie: Hartmut Kirste (Hörspiel – SWF)
- 1970: Edward Boyd: Die schwarze Kerze – Regie: Gustav Burmester
- 1970: Robert Wolfgang Schnell: Der Fleck auf dem Schuh – Regie: Günther Sauer
- 1971: Honoré de Balzac: Verlorene Illusionen – Regie: Fritz Schröder-Jahn
- 1971: Christer Brosjö: Fest des Meeres – Regie: Walter Netzsch und Georg Felsberg
- 1973: Edward Boyd: Schwarz wird stets gemalt der Teufel (6 Teile) – Regie: Heiner Schmidt
- 1975: Wolfgang Ecke: Die verzauberte Melodica – Regie: Benno Schurr
- 1985: Katharina Faber: Nachbarn – Regie: Heinz Nesselrath (Hörspiel – SWF/NDR)
- 1989: Eva Maria Mudrich: Nachtschicht – Regie: Andreas Weber-Schäfer (SDR)